# ماركوس سترومبيرغسون
ماركوس سترومبيرغسون (بالسويدية: Markus Strömbergsson)‏ (مواليد 26 أبريل 1975) حكم كرة قدم سويدي . يحكم في الدوري السويدي وفي بطولات الاتحاد الأوروبي. و قد تولى مسئولية التحكيم دوليًا منذ عام 2006